# Funzione di corrente

Linee di flusso - linee in cui la funzione di corrente assume un valore costante- per un flusso potenziale incomprimibile attorno a un cilindro circolare in un flusso uniforme.

La funzione di corrente è definita nel caso di flussi incomprimibili (aventi divergenza nulla) in due dimensioni - così come in flussi tridimensionali con simmetria assiale. Le componenti del campo di velocità del fluido possono essere espresse come le derivate spaziali della funzione di corrente scalare.  La funzione di corrente può essere utilizzata per tracciare le linee di flusso, che rappresentano le traiettorie delle particelle trasportate da un flusso stazionario. La funzione di corrente bidimensionale di Lagrange fu introdotta da Joseph Louis Lagrange nel 1781. La funzione di corrente di Stokes è per flussi tridimensionali con simmetria assiale e prende il nome da George Gabriel Stokes.
Considerando il caso particolare della fluidodinamica, la differenza tra i valori della funzione di corrente in due punti qualsiasi del dominio fornisce la portata volumetrica (o flusso volumetrico) attraverso una linea che collega i due punti.
Poiché le linee di flusso sono tangenti al vettore velocità del flusso, il valore della funzione di corrente deve essere costante lungo una linea di flusso. L'utilità della funzione di corrente risiede nel fatto che le componenti del campo di velocità nelle direzioni -x  e -y in un dato punto sono dati dalle derivate parziali nello spazio della funzione di corrente in quel punto. Una funzione di corrente può essere definita per qualsiasi flusso di dimensione maggiore o uguale a due, tuttavia il caso bidimensionale è generalmente il più facile da visualizzare e derivare.
Nel caso di flusso potenziale bidimensionale, le linee di flusso sono perpendicolari alle linee equipotenziali. Considerata insieme al potenziale di velocità, la funzione di corrente può essere utilizzata per derivare un potenziale complesso. In altre parole, la funzione di corrente rappresenta la parte solenoidale della decomposizione di Helmholtz bidimensionale del campo di velocità, mentre il potenziale di velocità ne rappresenta la parte irrotazionale.

## Funzione di corrente bidimensionale

### Definizioni

Il flusso volumetrico attraverso la curva tra i punti e

Lamb e Batchelor definiscono la funzione di corrente {\displaystyle \psi (x,y,t)} — nel punto {\displaystyle P} avente coordinate del piano {\displaystyle (x,y)} e funzione del tempo {\displaystyle t} — per un flusso incomprimibile come:
{\displaystyle \psi =\int _{A}^{P}\left(u\,{\text{d}}y-v\,{\text{d}}x\right).}
Quindi la funzione di corrente {\displaystyle \psi } è il flusso di volume attraverso la curva {\displaystyle AP}, cioè l'integrale del prodotto scalare fra il vettore velocità {\displaystyle (u,v)} e il vettore normale {\displaystyle (+{\text{d}}y,-{\text{d}}x)} all'elemento di curva {\displaystyle ({\text{d}}x,{\text{d}}y).} Il punto {\displaystyle A} è un punto di riferimento che definisce dove la funzione di corrente è zero: uno spostamento del punto {\displaystyle A} corrisponde all'aggiunta di una costante alla funzione di corrente {\displaystyle \psi .}
Uno spostamento infinitesimale {\displaystyle \delta P=(\delta x,\delta y)} della posizione {\displaystyle P} si traduce in uno spostamento della funzione di corrente:
{\displaystyle \delta \psi =u\,\delta y-v\,\delta x,}
che è un differenziale esatto, valendo
{\displaystyle {\frac {\partial u}{\partial x}}+{\frac {\partial v}{\partial y}}=0.}
Questa è infatti la condizione di divergenza nulla risultante dall'incomprimibilità del flusso. Da
{\displaystyle \delta \psi ={\frac {\partial \psi }{\partial x}}\,\delta x+{\frac {\partial \psi }{\partial y}}\,\delta y,}
le componenti del campo di velocità devono essere
{\displaystyle u={\frac {\partial \psi }{\partial y}},\qquad v=-{\frac {\partial \psi }{\partial x}}}
in termini della funzione di corrente {\displaystyle \psi .}

#### Definizione mediante l'uso di un potenziale vettore
Il segno della funzione di corrente dipende dalla definizione utilizzata.
Un modo è quello di definire la funzione di corrente {\displaystyle \psi } per un flusso bidimensionale in maniera tale che il campo di velocità possa essere espresso attraverso il potenziale vettoriale {\displaystyle {\boldsymbol {\psi }}:}
{\displaystyle \mathbf {u} =\nabla \times {\boldsymbol {\psi }}}
Dove {\displaystyle {\boldsymbol {\psi }}=(0,0,\psi )} se il campo di velocità è della forma {\displaystyle \mathbf {u} =(u,v,0)}.
Nel sistema di coordinate cartesiane questo è equivalente a
{\displaystyle u={\frac {\partial \psi }{\partial y}},\qquad v=-{\frac {\partial \psi }{\partial x}}}
Dove {\displaystyle u} e {\displaystyle v} sono, rispettivamente, le componenti del campo di velocità nelle direzioni cartesiane {\displaystyle x} e {\displaystyle y} .

#### Definizione alternativa (segno opposto)
Una definizione alternativa (utilizzata più spesso in meteorologia e oceanografia rispetto alla precedente) è
{\displaystyle \mathbf {u} =\mathbf {z} \times \nabla \psi '\equiv \left(-\psi '_{y},\psi '_{x},0\right)} ,
dove {\displaystyle \mathbf {z} =(0,0,1)} è un vettore unitario nella direzione {\displaystyle +z} e i pedici indicano le derivate parziali.
Si noti che questa definizione ha il segno opposto a quella data sopra ({\displaystyle \psi '=-\psi }), quindi si ha
{\displaystyle u=-{\frac {\partial \psi '}{\partial y}},\qquad v={\frac {\partial \psi '}{\partial x}}}
in coordinate cartesiane.
Tutte le formulazioni della funzione di corrente vincolano il campo di velocità in modo da soddisfare esattamente l' equazione di continuità bidimensionale:
{\displaystyle {\frac {\partial u}{\partial x}}+{\frac {\partial v}{\partial y}}=0}
Le ultime due definizioni della funzione di corrente sono correlate tramite l' identità vettoriale
{\displaystyle \nabla \times \left(\psi \mathbf {z} \right)=\psi \nabla \times \mathbf {z} +\nabla \psi \times \mathbf {z} =\nabla \psi \times \mathbf {z} =\mathbf {z} \times \nabla \psi '.}
Notare che {\displaystyle {\boldsymbol {\psi }}=\psi \mathbf {z} } in questo flusso bidimensionale.

### Derivazione della funzione di corrente bidimensionale
Considerando due punti A e B in un flusso piano bidimensionale. Se la distanza tra questi due punti è molto piccola: δn, e un elemento di flusso passa tra questi punti con una velocità media q, perpendicolare alla linea AB, la portata volumetrica su unità di spessore, δΨ è data da:
{\displaystyle \delta \psi =q\delta n\,}
Come δn → 0, riarrangiando questa espressione, otteniamo:
{\displaystyle q={\frac {\partial \psi }{\partial n}}\,}
Consideriamo ora il flusso piano bidimensionale in riferimento a un sistema di coordinate. Supponiamo che un osservatore guardi lungo un asse arbitrario nella direzione crescente e veda il flusso che attraversa l'asse da sinistra a destra. Viene adottata una convenzione di segno tale che la velocità del flusso sia positiva .

#### Flusso in coordinate cartesiane
Osservando il flusso in un elemento d'area elementare in un sistema di coordinate cartesiane x-y, abbiamo:
{\displaystyle {\begin{aligned}\delta \psi &=u\delta y\,\\\delta \psi &=-v\delta x\,\end{aligned}}}
dove u è la componente della velocità parallela all'asse x e v è la componente della velocità parallela all'asse y. Quindi, come δn → 0 e riorganizzando, abbiamo:
{\displaystyle {\begin{aligned}u&={\frac {\partial \psi }{\partial y}}\,\\v&=-{\frac {\partial \psi }{\partial x}}\,\end{aligned}}}

### Continuità: la derivazione
Considerando un flusso piano bidimensionale all'interno di un sistema di coordinate cartesiane. La continuità afferma che, se noi consideriamo il flusso incomprimibile in un elemento d'area, il flusso entrante in quel piccolo elemento deve essere uguale al flusso uscente da quell'elemento.
Il flusso totale nell'elemento è dato da:
{\displaystyle \delta \psi _{\text{in}}=u\delta y+v\delta x.\,}
Il flusso totale in uscita dall'elemento è dato da:
{\displaystyle \delta \psi _{\text{out}}=\left(u+{\frac {\partial u}{\partial x}}\delta x\right)\delta y+\left(v+{\frac {\partial v}{\partial y}}\delta y\right)\delta x.\,}
Quindi abbiamo:
{\displaystyle {\begin{aligned}\delta \psi _{\text{in}}&=\delta \psi _{\text{out}}\,\\u\delta y+v\delta x&=\left(u+{\frac {\partial u}{\partial x}}\delta x\right)\delta y+\left(v+{\frac {\partial v}{\partial y}}\delta y\right)\delta x\,\end{aligned}}}
e semplificando si arriva a:
{\displaystyle {\frac {\partial u}{\partial x}}+{\frac {\partial v}{\partial y}}=0.}
Sostituendo le espressioni della funzione di corrente in questa equazione, abbiamo:
{\displaystyle {\frac {\partial ^{2}\psi }{\partial x\partial y}}-{\frac {\partial ^{2}\psi }{\partial y\partial x}}=0.}

### Vorticità
La funzione di corrente può essere ricavata dalla vorticità usando la seguente equazione di Poisson:
{\displaystyle \nabla ^{2}\psi =-\omega }
dove il vettore di vorticità {\displaystyle {\boldsymbol {\omega }}=\nabla \times \mathbf {u} } - definito come il rotore del campo vettoriale di velocità {\displaystyle \mathbf {u} } - per questo flusso bidimensionale ha {\displaystyle {\boldsymbol {\omega }}=(0,0,\omega ),} ossia solo la componente {\displaystyle z}, cioè {\displaystyle \omega }, può essere diversa da zero.
{\displaystyle \nabla ^{2}\psi '=+\omega }

#### Dimostrazione che un valore costante della funzione di corrente corrisponde a una linea di flusso
Consideriamo un flusso piano bidimensionale all'interno di un sistema di coordinate cartesiane. Consideriamo inoltre due punti infinitamente vicini {\displaystyle P=(x,y)} e {\displaystyle Q=(x+dx,y+dy)} . Dalle regole del calcolo infinitesimale abbiamo che
{\displaystyle {\begin{aligned}&\psi (x+dx,y+dy)-\psi (x,y)\\={}&{\partial \psi  \over \partial x}dx+{\partial \psi  \over \partial y}dy\\={}&\nabla \psi \cdot d{\boldsymbol {r}}\end{aligned}}}
Dire che {\displaystyle \psi } ha lo stesso valore, per esempio {\displaystyle C}, nei due punti {\displaystyle P} e {\displaystyle Q}, e che {\displaystyle d{\boldsymbol {r}}} è tangente alla curva {\displaystyle \psi =C} nel punto {\displaystyle P} e che
{\displaystyle 0=\psi (x+dx,y+dy)-\psi (x,y)=\nabla \psi \cdot d{\boldsymbol {r}}}
implica che il vettore {\displaystyle \nabla \psi } è ortogonale alla curva {\displaystyle \psi =C} . Se riusciamo a dimostrare che ovunque {\displaystyle {\boldsymbol {u}}\cdot \nabla \psi =0}, utilizzando la formula per {\displaystyle {\boldsymbol {u}}} in termini di {\displaystyle \psi }, allora avremo dimostrato il risultato. Questo segue facilmente,
{\displaystyle {\boldsymbol {u}}\cdot \nabla \psi ={\partial \psi  \over \partial y}{\partial \psi  \over \partial x}+\left(-{\partial \psi  \over \partial x}\right){\partial \psi  \over \partial y}=0.}

#### Proprietà della funzione di corrente
1. La funzione di corrente {\displaystyle \psi } è costante lungo qualsiasi linea di flusso.
2. Per un flusso continuo (senza sorgenti o pozzi), il flusso volumetrico attraverso qualsiasi cammino chiuso è uguale a zero.
3. Nel caso di due flussi incomprimibili, la somma algebrica delle funzioni di corrente è uguale a un'altra funzione di corrente ottenuta sovrapponendo i due flussi.
4. Il tasso di variazione della funzione di corrente con la distanza è direttamente proporzionale alla componente di velocità perpendicolare alla direzione di variazione.